# Créancey
Créancey – miejscowość i gmina we Francji, w regionie Burgundia-Franche-Comté, w departamencie Côte-d’Or.
Według danych na rok 1990 gminę zamieszkiwały 334 osoby, a gęstość zaludnienia wynosiła 20 osób/km² (wśród 2044 gmin Burgundii Créancey plasuje się na 583. miejscu pod względem liczby ludności, natomiast pod względem powierzchni na miejscu 565.).